# Davi Rossetto
Davi Rossetto (São Paulo, 27 de junio de 1992) es un baloncestista brasileño que juega en la posición de base para el Bauru del Novo Basquete Brasil. Ha representado a su país a nivel internacional.

## Trayectoria
Con pasos iniciales por los clubes Hebraica y Círculo Militar, fue en Pinheiros donde se formó como baloncestista, pudiendo jugar con el equipo profesional del club antes de ser transferido al Cearense en 2012. Jugando para ese equipo se consagró campeón de la Liga de Desenvolvimento de Basquete y fue reconocido como el Jugador de Mayor Progreso del NBB en 2015. En la temporada siguiente, ya afianzado como titular, fue seleccionado al quinteto ideal de la liga, siendo nombrado el mejor base del campeonato y recibiendo su primera convocatoria al Jogo das Estrelas.
En julio de 2018 pasó al Flamengo. Aunque terminó siendo suplente de Franco Balbi, Rossetto ganó un anillo de campeón luego de que su equipo conquistase el título de la temporada 2018-19.
Posteriormente jugó para el Minas Tênis Clube, retornó al Cearense y pasó al Bauru.

## Selección nacional
Rossetto formó parte de los seleccionados juveniles de baloncesto de Brasil que disputaron el Campeonato Sudamericano de Baloncesto Sub-17 de 2009, el Campeonato FIBA Américas Sub-18 de 2010 y el Campeonato Mundial de Baloncesto Sub-19 de 2011, como también del que actuó en los Juegos Suramericanos de 2010 en Medellín, Colombia.
A nivel universitario jugó con el combinado brasileño de 3x3 en el Campeonato Mundial Universitario de 2014 y con el de 5x5 en la Universiada de 2015.
Con la selección de baloncesto 3x3 de Brasil jugó la Copa Mundial de Baloncesto 3x3 de 2014. 
Rossetto fue parte de la selección de baloncesto de Brasil que compitió en el torneo masculino de baloncesto de los Juegos Panamericanos de 2011, como también de la que participó del Campeonato Sudamericano de Baloncesto de 2016 y del Campeonato FIBA Américas de 2017.